# 土屋樹生
土屋 樹生（つちや たつき、1994年4月26日 - ）は、日本のラグビー選手。

## プロフィール
- 埼玉県出身。
- ポジションはナンバーエイト(No8)。
- 身長 181cm、体重 106kg

## 略歴
深谷ラグビースクール出身である。
2013年、深谷高校卒業後、山梨学院大学に入る。なお深谷高校時代、高校日本代表候補に選ばれたことがある。
2017年、山梨学院大学卒業後、三菱重工相模原ダイナボアーズに加入。
2021年、三菱重工相模原ダイナボアーズを退団した。